# 대재무경
대재무경(大財務卿, 영어: Lord High Treasurer)은 잉글랜드 왕국과 오늘날 영국의 정부직책이다. 영국의 국무대관 (Great Officers of State)의 서열상 대궁내경 (Lord High Stweard), 대법관경 (Lord High Chancellor)에 이어 3위에 해당되는 직책이다.
재무경은 명목상 국왕을 대리하여 영국 재무부를 이끈다. 그러나 1714년 마지막 재무경이었던 제1대 슈루즈베리 공작 찰드 탤벗이 사임한 뒤, 현재까지 공석으로 남아 있다. 오늘날 이 직책은 재무경위원회 (Lords Commissioners of the Treasury)로 직무가 이관되어 제1재무경 (현 영국 총리), 제2재무경 (영국 재무장관) 외 하급위원이 분담하고 있다.

## 역사

### 잉글랜드 왕국
재무경의 역사는 잉글랜드 왕국 시절로 거슬러 올라간다. 1126년 헨리 1세 재위기에 기존 왕실직무에서 재정관리직무를 별개 직책으로 분리 발전하면서 생긴 것으로 보인다. 이 때 생겨난 다른 직책으로는 '시종장관' (Lord Great Chamberlain)이 있다. 당시 재무부 (Treasury)는 국왕의 금전을 보전하는 왕실부처였다. 1216년 윈체스터의 재정관리를 위한 재무관 (Treasurer)이 임명되었다. 재무관은 장부관 (Exchequer, 익스체커)을 겸하였으며 왕실의 회계장부를 감독하였다. 그러다 16세기 들어서 국왕재무관 (King's Treasurer)이란 직함이 '대재무경' (Lord High Treasurer)로 변경된 것이 직접적인 기원이다. 튜더 왕조 시대에는 대재무경이 국무대관의 한 직책으로서 대법관보다 낮고 거마대장(Master of the Horse)보다 높은 직책으로 자리매김하였다. 이와 더불어 1351년 반역법에 따라 재무경을 살해하는 것은 국왕에 대한 반역으로 규정되었다.

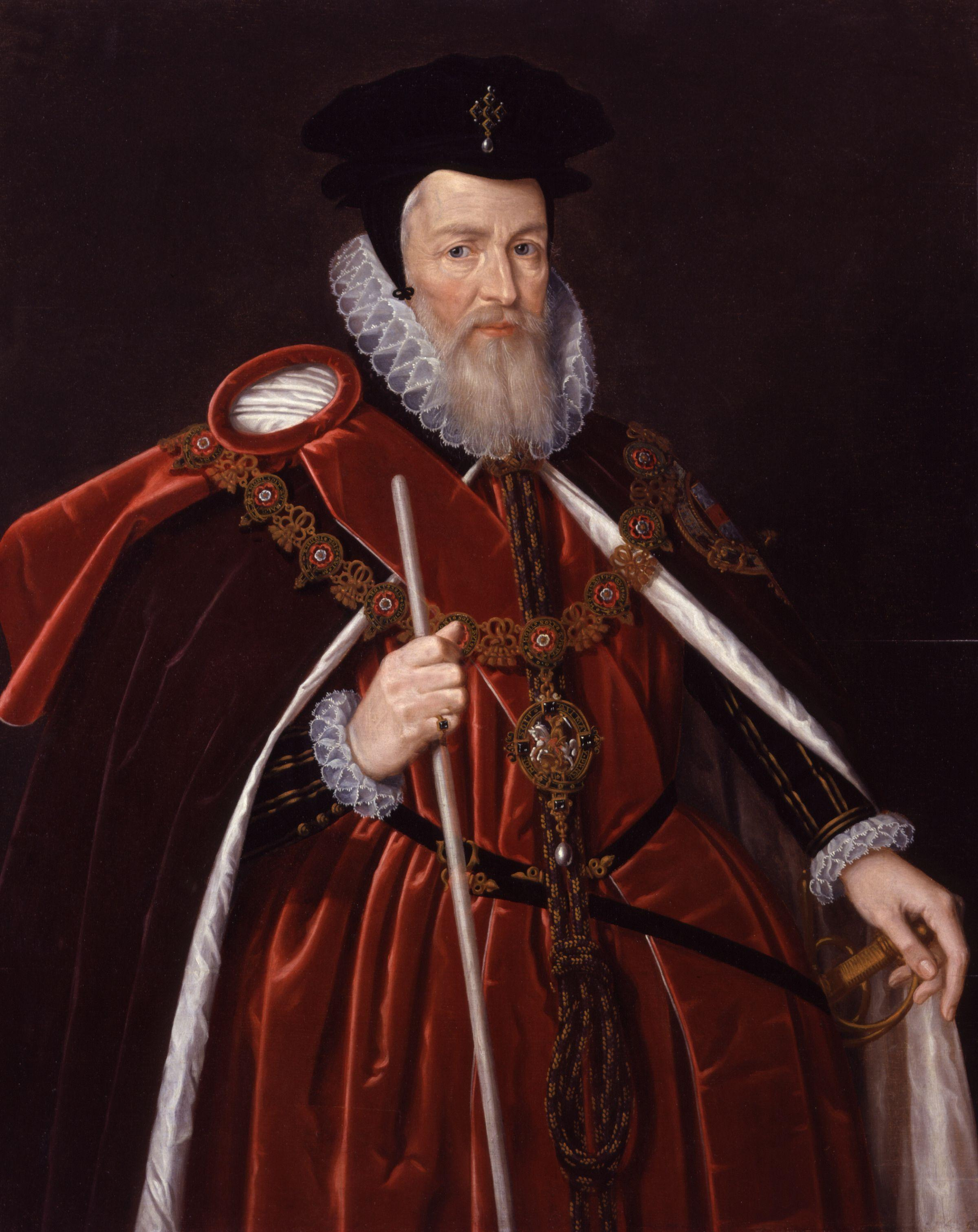
재무경을 지냈던 제1대 버글리 남작 윌리엄 세실의 초상. 흰 지팡이는 재무경의 상징이다.

이 시점에서 재무경 (Lord High Treasurer)과는 별도의 직책인 '국고재무관' (Treasurer of the Exchequer)이 신설되었다. 재무경은 신하에게 흰색 지팡이를 하사함으로서 임명하였고, 국고재무관은  '어명' (His Majesty's pleasure)에 따라 왕국 국새 직인을 새긴 특허장을 수여함으로서 임명이 이뤄졌다는 차이가 있었다. 그러나 한 개인이 재무경을 총괄할 때에는 두 직책을 겸직하는 것이 보통이었다. 국고재무관의 책무가 위원회로 위임되면 재무경직은 공석이 된다.
16세기 들어 재무경은 정부내각의 주요 요직으로 여겨졌으며, 사실상 지금의 총리직에 해당되었다. 재무경의 권력을 보여주었던 대표적인 인물로는 엘리자베스 1세 재위기의 재무경으로써 주요 국무를 담당하였던 제1대 버글리 남작 윌리엄 세실 (임기:1572년~1598년)이 꼽힌다.

### 영국 성립 후
1801년 아일랜드 병합으로 오늘날 영국의 모태인 그레이트브리튼 아일랜드 연합왕국이 성립되었지만 한동안 두 지역에 '그레이트브리튼 재무경' (Lord of High Treasurer of Great Britain)과 '아일랜드 재무경' (Lord High Treasurer of Ireland)가 공존하다가 1816년 통합예산법 제정으로 '그레이트브리튼 아일랜드 연합왕국 재무경'이 신설되었다.
또한 1816년 통합예산법 제2조 "영국 재무경의 부재 시, 국왕 폐하께서는 왕국 국새의 직인이 있는 특허장으로 그레이트브리튼 대장경과 아일랜드 대장경의 직책을 수행하는 위원회을 임명할 수 있다"는 조항에 근거하여 재무경위원회 (Lords Commissioners of the Treasury)를 두고 있다. 오늘날 영국에서는 재무경위원회에 제1재무경을 겸하는 영국 총리, 제2재무경을 맡는 재무장관이 소속되며, 서민원 원내총무 등 정부내각의 다른 인물들도 재무경위원회의 하급위원으로 임명된다.

## 같이 보기
- 영국의 재무경 목록
- 재무경위원회
- 제1재무경